# 福井慎二
福井 慎二（ふくい しんじ、1956年7月17日 - ）は、NHKの元シニアアナウンサーで現在はシニアスタッフ。NHK文化センター講師。防災士。

## 人物
北海道札幌市出身。北海道札幌東高等学校、小樽商科大学商学部卒業後、1980年入局。

## 嗜好・挿話
- 22:50 - 22:55の関東甲信越向けニュース（担当時）のエンディングで、「関東甲信越のニュースをお伝えしました」の口上と共に、切り替わったカメラに向かって独特のお辞儀をするのが特徴だった。
- 2018年9月の平成30年北海道胆振東部地震の被災地情報を伝える際や、2020年3月 - 4月の緊急事態宣言関連の情報を伝える際の最初と最後の部分でも、独特で一風変わったお辞儀をする本人が尊重してやまない流儀は変えていない。
- 社会人になった直後と晩年は、出身地・北海道の旭川放送局に所属した。
- 入局以来、主に北日本での勤務が多く、今夜も生でさだまさしスペシャル（2015.3.29）に出演した際に転勤した放送局を自ら紹介し、東京以外は雪国や寒冷地が多いと語った。勤務した北海道、秋田、長野、金沢の各放送局とも該当する。
- スポーツ実況アナウンサーを目指したあと、事件･事故・災害の緊急報道やおはよう日本の現場リポーター、国会中継やNHKニュース7とニュースウオッチ9のニュースリーダーやナレーターを務め、報道系アナと位置付けられる。
- 2016年3月25日のニュースウオッチ9のエンディングで、この日で降板する気象予報士の井田寛子やフィールドリポーターの児林大介らと共に出演し、4月からふるさとの北海道に移って地域放送を担当する趣旨の挨拶をした。通算7年間ナレーションを担当したが、画面に登場したのはこの1回だけであった。
- アナウンサーになったきっかけは、中学生の頃に聴いていたラジオの深夜放送のパーソナリティー亀淵昭信に憧れたことと、学生時代に見た映画「大統領の陰謀」の影響で報道の世界に興味を持った事をあげている[2]。
- 鰊漁のために北海道に渡った祖先から数えて移住者6代目。本家は積丹町で、その鰊御殿が資料館（鰊伝習館ヤマシメ番屋）になっている[3]。
- 趣味は旅と映画、スキーとゴルフ、幕末史と坂本龍馬の研究[4]。
- 好きな食べ物は札幌ラーメン。

## 現在の担当番組
- テレビ・ラジオの道内ニュース
  - ニュース北海道645（不定期、土曜・日曜・祝日 18:45 - 18:58.55）
  - ほっとニュース845（不定期、平日 20:45 - 21:00）
- ほっとニュース北海道 ニュースリーダー（不定期）

## 過去の担当番組
旭川放送局時代（1度目）（1980年度 - 1985年度）
- 北海道北部（道北）のニュース・気象情報・高校野球実況等
- 旭川局FMリクエストアワー「ハローサタデー旭川」
- 北海道の窓（1980.8 - 1984.7）

秋田放送局時代（1986年度 - 1988年7月）
- 秋田のニュース・気象情報・高校野球実況等
- 610秋田（1986.4 - 1988.3）

釧路放送局時代（1988年8月 - 1990年度）
- 北海道東部（道東）のニュース・気象情報・高校野球実況・アイスホッケー中継等
- 北海道中ひざくりげ 釧路根室エリア旅人（1988.8 - 1991.3）

札幌放送局時代（1度目）（1991年度 - 1994年度）
- NHKニュースおはよう北海道 月 - 金（キャスター：1993.4 - 1995.3）
- おはよう日本（1995.6.21 - 6.22）、全日空857便ハイジャック事件ではNHKニュース7からおはよう日本まで、現場から中継リポート

東京アナウンス室時代（1度目）（1995年度 - 1998年6月）
- 週刊情報サラダ（司会：1995.8 - 1996.3）
- 首都圏ネットワーク（キャスター、平石富男の代行：1996.8）
- おはよう日本（1997.4.23）、在ペルー日本大使公邸占拠事件（1996.12.17 - 1997.4.22）では長期間現地ペルーで取材し、事件解決直後に現場から中継リポート
- NHKニュース7（ニュースリーダー、武田真一と隔週で担当：1997.6 - 1998.6）
- NHKニュース11（キャスター、松平定知の代行：1997.8）

長野放送局時代（1998年7月 - 2001年度）
- 長野のニュース・気象情報・高校野球実況等（アナウンス副部長）

札幌放送局時代（2度目）（2002年度 - 2005年6月）
- イブニングネットワーク北海道
- ほくほくテレビ（チーフ・プロデューサー：2002.5 - 2005.6）
- 金曜ひろば640（チーフ・プロデューサー：2002.5 - 2005.6）
- ほっからんど212（ほっからんど北海道（チーフ・プロデューサー：2002.5 - 2005.6）
- NHKニュースおはよう北海道 土曜日（キャスター：2005.4 - 2005.6）
- アナウンス専任部長
- アナウンス統括

東京アナウンス室時代（2度目）（2005年6月 - 2008年6月）
- 首都圏ネットワーク（リポーター：2005.6 - 2008.6）
- ドキュメントスポーツ大陸「シリーズスポーツ史の一瞬」（ナレーター：2005.8 - 2008.5）
- ニュースウオッチ9 （ニュースリーダー、ナレーター：2006.4 - 2008.6）
- 知るを楽しむ「歴史に好奇心」（ナレーター：2006.4 - 2008.5）
- 囲碁・将棋ジャーナル（司会：2006.4 - 2011.3） …準レギュラー（不規則交替）

金沢放送局時代（2008年7月 - 2011年6月）
- 金沢発ラジオ深夜便（アンカー：2010.9.24 - 2010.9.25）
- 今・おも・ラジオ〜石川のラジオは今も面白い〜（総合司会、北陸放送・エフエム石川との共同制作番組：2010.12.18）
- 今夜も生でさだまさし〜当たり前田の加賀まさし〜（ことじろう・片山千恵子と地域枠で出演：2011.1.30未明）
- FMジュークボックス（パーソナリティ、編集責任者：2010.4 - 2011.6）（NHK金沢放送局開局80周年記念番組）
- 石川県のニュース
- 金沢局制作番組の編集責任者
- かがのとしゅんしゅん便（編集責任者）
- アナウンス統括

東京アナウンス室時代（3度目）（2011年6月 - 2015年度）
- ニュースウオッチ9 （ニュースリーダー、ナレーター：2011.6 - 2016.3.25）
- ニュース・気象情報 22:50 - 22:55（関東甲信越ローカル）（月曜 - 木曜のキャスター：2012.4 - 2016.4.1）
- NEWS WEB（真下貴の代理ニュースリーダー：2012年10月17日 - 27日）
- 100分de名著「老子」（ナレーター：2013.5.8 、5.15、5.22、5.29）
- 今夜も生でさだまさしスペシャル〜日本一周達成大感謝祭〜（これまで地域放送局で記憶に残ったアナウンサーとして野村正育・内藤裕子・関口健・鈴木貴彦と共にゲスト枠で出演：2015.3.29、0:05 - 5:00）
- ラジオ文芸館（2014.8.2、再放送 2015.11.28）「角筈（つのはず）にて」（浅田次郎作）の朗読及び制作

札幌放送局時代（3度目）（2016年度 - 2017年6月）
- 今夜も生でさだまさし〜北の国から2016富良野〜（客席で出演し故郷への転勤を伝えた：2016.10.30、0:05 - 1:35）
- 北海道発ラジオ深夜便（アンカー：2016.12.26 - 2016.12.27）
- スーパープレミアム「日本人が最も愛した男・石原裕次郎」（リポーター、小樽の石原裕次郎記念館から石原まき子・倉本聰・八代亜紀と共に中継で伝えた：2017.6.24）

旭川放送局時代（2度目）（2017年7月 - 2018年6月）
- ほっとニュース北海道あさひかわ
- アナウンス統括
- ラジオ文芸館（2017.7.1）「鮒」（向田邦子作）の朗読及び制作

札幌放送局時代（4度目）（2018年7月 - ）
- NHKニュースおはよう北海道（不定期、日曜 7:40 - 7:45）
- 北海道中ひざくりげ 「十勝の馬は大きく強く～帯広厩舎村」（旅人：2019.5.31）
- 列島ニュース（進行キャスター：2020.4）
- さわやか自然百景「春 北海道神宮」（ナレーター：2021.6.13）
- ラジオ文芸館（2021.7.5）「冬向日葵」（桜木紫乃作）の朗読及び制作